# کایبی
کایبی (به پرتغالی: Caibi) یک منطقهٔ مسکونی در برزیل است که در سانتا کاتارینا واقع شده‌است. کایبی ۱۷۴٫۸۴ کیلومتر مربع مساحت و ۶٬۱۳۰ نفر جمعیت دارد.